# احلام (خواننده ایرانی)
احلام (انگلیسی: Ahllam؛ زادهٔ ۱۹ اسفند ۱۳۷۰) خواننده ایرانی-اماراتی موسیقی خلیجی، رقصنده و فوتبالیست سابق اهل ایران است. او به دلیل مشارکت در موسیقی پاپ پارسی و موسیقی عربی شناخته شده است.

## اوایل زندگی و تحصیلات
احلام متولد ۱۹ اسفند ۱۳۷۰ در اهواز، ایران است. پدرش اهل اهواز و مادرش تهرانی است و پدربزرگش اصالتی دبیایی دارد. او از کودکی به موسیقی علاقه‌مند بود و با حمایت خانواده، در کلاس‌های موسیقی و سلفژ زیر نظر ابی، خواننده برجسته پاپ و فولکلور ایرانی، آموزش دید.
احلام همچنین در عرصه ورزش فعالیت داشته و عضو تیم فوتبال زنان سپهان اصفهان بوده و در لیگ برتر کوثر ایران به میدان رفته است.

## حرفه
او فعالیت خود را ابتدا در ایران و به‌صورت زیرزمینی آغاز کرد و سپس به دبی مهاجرت کرد و اکنون در آنجا زندگی می‌کند. پس از آن، آهنگ‌هایی مانند «بهترین»، «شیطون»، «دل دیوونه» و «پشیمونم» را منتشر کرد که توسط آونگ موزیک منتشر شدند. آثار او از طریق شبکه‌های گالا و پی‌ام‌سی پخش می‌شوند.
در ۱۷ شهریور ۱۳۹۷، او موزیک‌ویدیوی «چی از این بهتر» را منتشر کرد که تا دی‌ماه ۱۴۰۳، به‌عنوان پربازدیدترین ویدیوی او شناخته شده و بیش از ۳ میلیون بازدید داشته است.

## حواشی
در سال ۱۴۰۲، احلام موزیک‌ویدیوی جنجالی از آهنگ جدید خود به نام «استامینوفن» منتشر کرد که مدتی بعد حذف شد، احتمالاً به دلیل بازخوردهای منفی. با این حال، همه بازخوردها منفی نبودند و این ویدیو بعداً در کانال دیگری دوباره بارگذاری شد.

## آلبوم ها

#### عشق شیرینم ۲۰۲۲/۱۴۰۰
عشقِ شیرینم، اولین آلبوم استودیویی احلام است که در ۱۹ اسفند ۱۴۰۰ توسط شرکت آونگ منتشر شد. آلبوم در سبک پاپ تهیه شده و دارای ۶ قطعه است:
| عنوان ترانه      | سال انتشار | زبان و گویش                  |
| ---------------- | ---------- | ---------------------------- |
| ای کاش           | ۲۰۱۴       | فارسی                        |
| درگیر            | ۲۰۱۴       | فارسی                        |
| با هم            | ۲۰۱۵       | فارسی                        |
| برگرد            | ۲۰۱۶       | فارسی                        |
| نفس              | ۲۰۱۶       | فارسی                        |
| دیگه دیر         | ۲۰۱۷       | فارسی                        |
| بهترین           | ۲۰۱۷       | فارسی عربی خلیجی             |
| شیطون            | ۲۰۱۸       | فارسی عربی مغربی             |
| پشیمونم          | ۲۰۱۸       | فارسی                        |
| دل دیوونه        | ۲۰۱۸       | فارسی                        |
| چی از این بهتر   | ۲۰۱۸       | فارسی                        |
| این دل شده هوایی | ۲۰۱۹       | فارسی جملات کوتاه عربی خلیجی |
| هوا عالیه        | ۲۰۱۹       | فارسی                        |
| بچه              | ۲۰۱۹       | فارسی                        |
| جادو             | ۲۰۲۰       | فارسی                        |
| لالایی بابا      | ۲۰۲۰       | فارسی                        |
| انت حبیبی        | ۲۰۲۰       | عربی خلیجی                   |
| یا هیچکی یا تو   | ۲۰۲۰       | فارسی عربی خلیجی             |
| با تو            | ۲۰۲۰       | فارسی                        |
| عشق شیرینم       | ۲۰۲۱       | فارسی                        |
| اون مال منه      | ۲۰۲۱       | فارسی                        |
| مرد منه          | ۲۰۲۲       | فارسی                        |
| جان جانانم       | ۲۰۲۲       | فارسی                        |
| استامینوفن       | ۲۰۲۳       | فارسی                        |
| آمبولانس         | ۲۰۲۴       | فارسی                        |
| عاشق خسته        | ۲۰۲۴       | فارسی                        |